# Арс-сюр-Мозель
Арс-сюр-Мозе́ль (фр. Ars-sur-Moselle; букв. «Арс-на-Мозель») — коммуна на северо-востоке Франции, регион Гранд-Эст (бывший Эльзас — Шампань — Арденны — Лотарингия), департамент Мозель. Центр одноимённого кантона.

## Географическое положение

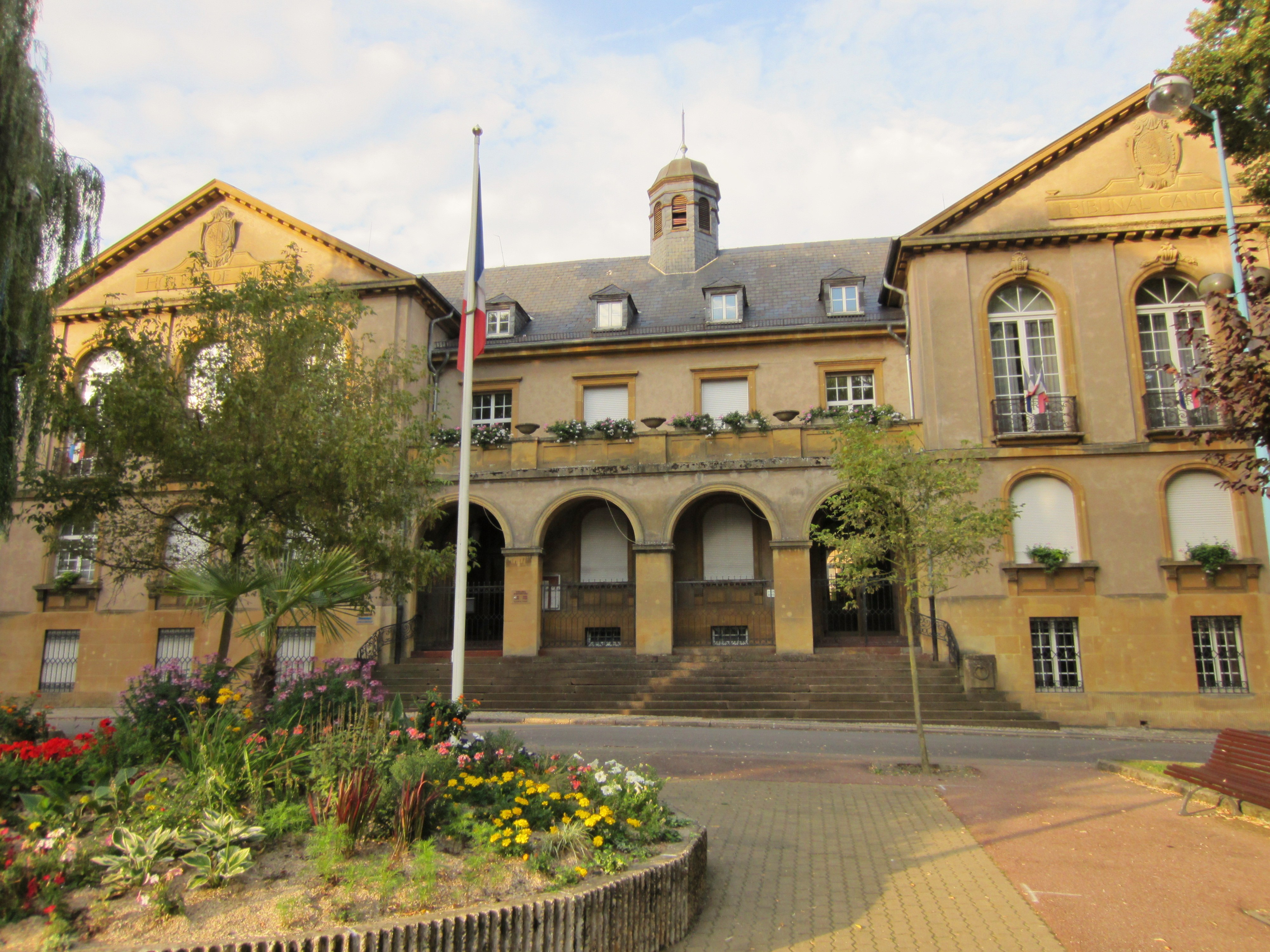
Здание мэрии, бывшее здание трибунала.

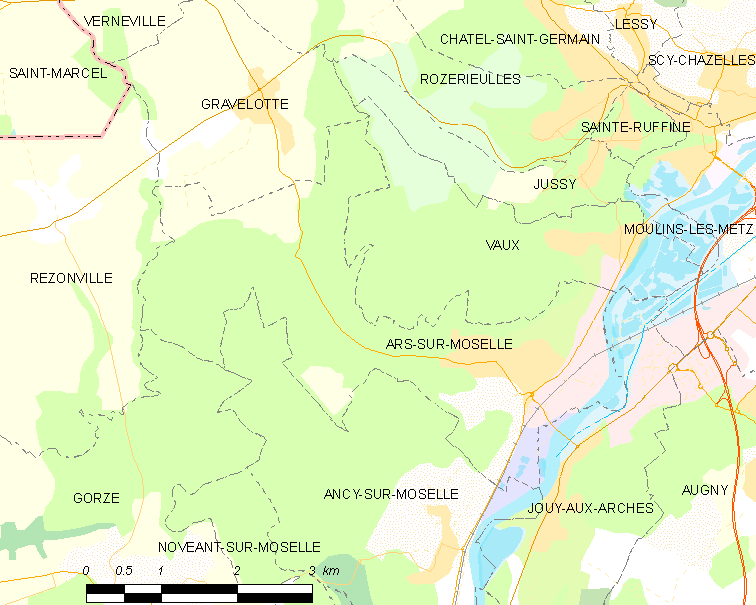
Арс-сюр-Мозель на карте Франции.

Арс-сюр-Мозель расположен при впадении Мансы в Мозель, при железной дороге Мец — Паньи, в 280 км к востоку от Парижа и в 9 км к юго-западу от Меца и в шести километрах к юго-юго-западу от форта принца Фридриха-Карла. Коммуна занимает площадь 11,6 км ². Арс-сюр-Мозель расположен на высоте от 165 до 344 метров над уровнем моря.

## Демография
Население — 4 799 человек (2011). По данным 2011 года плотность населения составляла 414 человек на км². 

## История
По состоянию на конец XIX — начало XX века город «имеет несколько значительных железных и машиностроительных заводов и писчебумажных фабрик», относится к округу Горз и является местопребыванием участкового суда. В 1875 году Арс-сюр-Мозеле проживало 5708 жителей, из которых абсолютное большинство — католики по вероисповеданию. Во время осады крепости Меца в 1870 г. А. служил важным опорным пунктом для линии форпостов герм. войска. В битвах при Марс-ла-Тур (16 авг. 1870) и Гравелотте (18 авг. 1870) лежащий к С. от А. Буа де-Во служил опорным пунктом правого крыла немцев, именно Первой армии.

## Окрестные достопримечательности

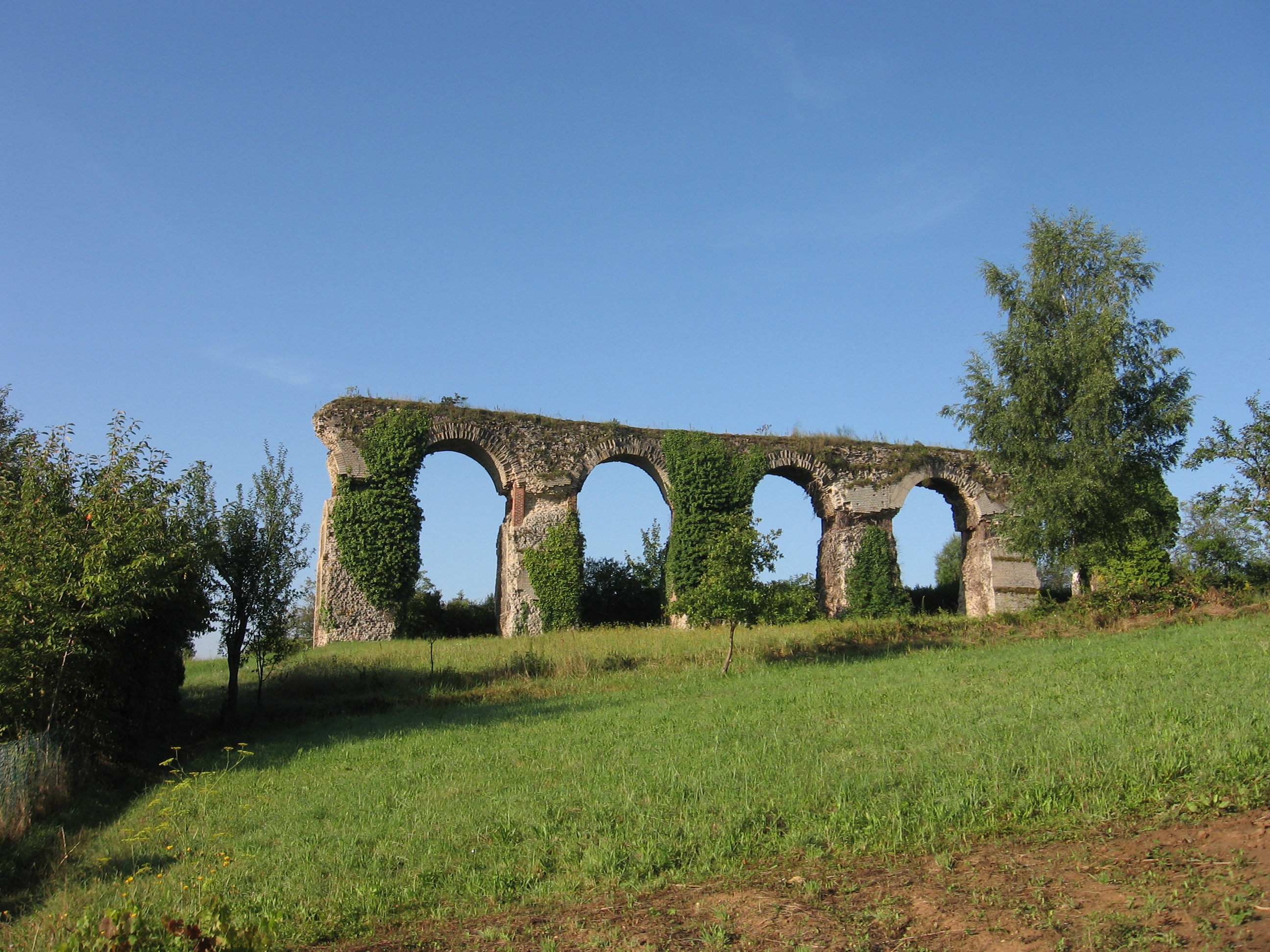
Древний акведук

К Югу от города по направлению к Жуи-оз-Арш (фр. Jouy-aux-Arches), находятся остатки построенного при Друзе римского водопровода, от которого теперь ещё сохранилось 18 столбов с арками. Поблизости А., в долине Мансы и к С. от города по склону Буа де-Во (фр. Bois de Vaux).